# Muntanyes de Bayan Har
Les muntanyes de Bayan Har, abans conegudes com a Bayen-káras o Bayan-Kara-Ula, són una serralada de la província de Qinghai, al nord-oest de la Xina. El nom vol dir "ric i negre" en mongol. Es pot considerar com una de les branques de les muntanyes Kunlun. Separa les zones de drenatge tant del Riu Groc com del Iang-Tsé. La font del riu Groc és la conca de Yueguzonglie (Llacs Gyaring - Ngoring) que es troba a la part nord de la serralada.

## En la cultura popular
La serralada Bayan Har s'esmenta al primer episodi de l'anime Ranma ½ (1989), basat en la sèrie de manga de Rumiko Takahashi, quan Ranma i el seu pare fan un viatge per la Xina per perfeccionar el seu entrenament d'arts marcials. A la història, tots dos són maleïts per les fonts màgiques (fictícies) de Jusenkyo, que configuren el gag principal de la sèrie.